# Longgenacris
Longgenacris är ett släkte av insekter. Longgenacris ingår i familjen gräshoppor.
Kladogram enligt Catalogue of Life:
| Longgenacris | \| \| Longgenacris maculacarina \| \| \| \| \| \| Longgenacris rufiantennus \| \| \| \| |
|              | \| \| Longgenacris maculacarina \| \| \| \| \| \| Longgenacris rufiantennus \| \| \| \| |
|              | Longgenacris maculacarina                                                               |
|              |                                                                                         |
|              | Longgenacris rufiantennus                                                               |
|              |                                                                                         |